# Joseph Bédier

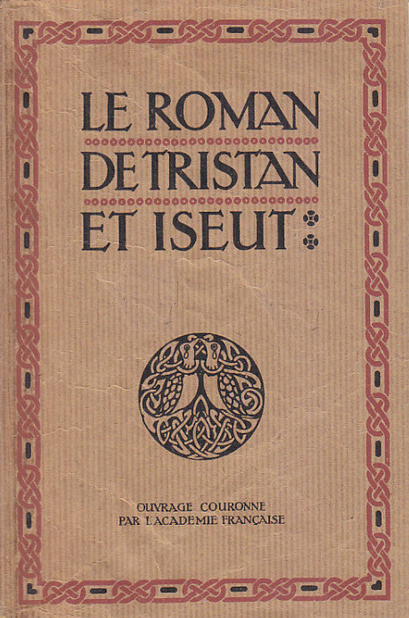
Román o Tristanovi a Isoldě, vydání z roku 1920

Charles Marie Joseph Bédier (28. ledna 1864 Paříž – 29. srpna 1938 Le Grand-Serre) byl francouzský filolog, romanista, literární historik, kritik a profesor, žák zakladatele romanistických studií Gastona Parise.

## Život
Narodil se v Paříži v rodině právníka bretaňského původu. Dětství strávil na Réunionu. Roku 1883 byl přijat na prestižní vysokou školu École normale supérieure. Navštěvoval rovněž přednášky na École pratique des hautes études a na Collège de France, kde se setkal s filologem Gastonem Parisem, jehož žákem se stal. Po ukončení studií vyučoval v letech 1889–1891 středověkou francouzskou literaturu na Freiburské univerzitě ve Švýcarsku, poté byl jmenován odborným asistentem na Univerzitě v Caen a na École normale supérieure a roku 1903 se stal profesorem na Collège de France.
Roku 1891 se oženil s Eugénií Bizarelli (1869–1954), se kterou měl tři děti: syny Louise (* 1894) a Jeana (* 1896) a dceru Marthe (* 1899).
Kromě různých studií o středověké epické poezii a kritických vydání středověkých francouzských eposů (například Román o Tristanovi a Isoldě roku 1900 nebo Píseň o Rolandovi roku 1922) je znám rovněž jako autor vlastních adaptací rytířských románů.
Roku 1920 se stal členem Francouzské akademie a roku 1925 obdržel Řád čestné legie. Roku 1929 byl zvolen ředitelem Collège de France a stal se členem Americké akademie umění a věd. Roku 1936 odešel na odpočinek. Zemřel náhle roku 1938 na mrtvici.

## Dílo

### Studie a vědecké práce
- Le Lai de l'ombre (1890), studie o středověkém žánru veršované poezie, psané v lidovém jazyce nazývaném lejch.[6]
- Les fabliaux (1893, Fabliaux), studie o francouzské středověké lidové slovesnosti, odměněná roku 1895 cenou Francouzské akademie Prix Marcelin Guérin.[7]
- Études critiques (1903, Kritické studie).
- Les Légendes épiques (1908-1913, Epické legendy), čtyřsvazkový soubor studií o chansons de geste, ve kterém formuloval svou hypotézu o vzniku starofrancouzských hrdinských eposů. Za toto dílo obdržel Bédier roku 1911 velkou cenu Francouzské akademie Grand prix Gobert,[8] a roku 1914 cenu Prix Jean Reynaud.[9]
- Histoire illustrée de la littérature francaise (1923–1924, Ilustrované dějiny francouzské literatury), dva svazky, společně s Paulem Hazardem.[1]

### Kritická vydání a adaptace
- Le Roman de Tristan et Iseut (1900, Román o Tristanovi a Isoldě), rekonstrukce příběhu o Tristanovi a Isoldě pro nejširší veřejnost na základě studia artušovského cyklu spojením různých dochovaných fragmentů do jednoho celku.[10] Kniha byla toku 1901 odměněna cenou Francouzské akademie Prix Saintour.[11]
- Les Chansons de croisade (1909, Písně křížových výprav), kritické vydání devětadvaceti písní s notovým záznamem, týkajících se křížových výprav.
- Les Chansons de Colin Muset (1912, Písně Colina Museta), kritické vydání dvaceti dochovaných písní lotrinského truvéra Colina Museta z první poloviny 13. století.
- La Chanson de Roland (1922, Píseň o Rolandovi), kritické vydání starofrancouzské chanson de geste.
- Romans de la Table ronde (1993-1997, Romány kulatého stolu), posmrtně vydané Bédierovy adaptace rytířských románů.[10]

## Bédierova teorie vzniku chansons de geste
Bédierova teorie vyvrací teorii jeho učitele Gastona Parise, podle kterého písně vznikaly od 7. do 10. století pod přímým vlivem opěvovaných událostí. Bédier poukazuje na to, že písně zcela jasně odrážejí kulturně-politickou situaci společnosti 11. až 13. století, nikoliv však ducha dob starších.
Podle Bédiera je nutno chansons de geste považovat za útvary umělé, vzniklé nejdříve na přelomu 11. a 12. století z legend, ve kterých byly uchovány historické vzpomínky. Tyto legendy byly spjaty se svatyněmi a kláštery, přes které vedly jednak velké poutní cesty ke hrobu svatého Jakuba v Santiagu de Compostela, jednak cesty ozbrojených výprav proti saracénům ve Španělsku. V účastnících těchto poutí a výprav pak našli místní žakéři vděčné posluchačstvo pro svá vystoupení.
I Bediérova teorie našla mnoho odpůrců, kteří argumentovali především tím, že v žádném dochovaném eposu se neobjevují zmínky o poutích, ačkoliv je proklamován úzký vztah žakéřů s  publikem. Většinou proto byli přesvědčeni, že písně mají daleko hlubší kořeny, než předpokládal Bédier.

## Česká vydání
- Tristan a Iseuta, Alois Hynek, Praha 1910, přeložil Stanislav Hornov.
- Román o Tristanovi a Isoldě, Josef R. Vilímek, Praha 1929, přeložil Karel Šafář.
- Román o Tristanovi a Isoldě, SNKLHU, Praha 1959, přeložila Eva Musilová.
- Román o Tristanovi a Isoldě, Nakladatelství Lidové noviny, Praha 1996, přeložila Eva Musilová.